# Onthophagus ramosellus
Onthophagus ramosellus là một loài bọ cánh cứng trong họ Bọ hung (Scarabaeidae).